# Asante (dialecto)
El asante, también conocido como ashanti, ashante o asante twi, es uno de los principales miembros del continuo dialectal akan. Es uno de los cuatro dialectos mutuamente inteligibles del akan que se conocen colectivamente como twi, siendo los otros el bono, el akuapem y el fante, Hay 3,8 millones de hablantes de asante, concentrados principalmente en Ghana y el sureste de Costa de Marfil y especialmente en la región de Ashanti de Ghana y sus alrededores.